# گیتانجالی
گیتانجالی (به بنگالی: গীতাঞ্জলি، به معنی پیشکش‌های آهنگین) مجموعه‌ای از شعرهای بنگالی، سرودهٔ رابیندرانات تاگور (۱۸۶۱- ۱۹۴۱)، شاعر و نویسندهٔ هندی است که در ۱۹۱۰ منتشر شد. متن ترجمه شدهٔ این مجموعه، که شاعر خودش آن را به زبان انگلیسی ترجمه کرد و آندره ژید نیز آن را به فرانسوی برگرداند، شامل اشعاری است که از مجموعه‌های متعدد بنگالی گرفته شده‌است و از آن جمله‌است: گیتا نجالی، نیودیه، خیا و گیتیمالیه.
تاریخ نشر کتاب نگالی ۱۹۱۰ است که تنها نیمی از کتاب انگلیسی و فرانسوی را شامل می‌شود. این صد شعر کوتاه بیش از تمامی باقی آثار عظیم تاگور در شهرت شاعر در مغرب‌زمین دخیل بوده‌است و در پی نشر انگلیسی گیتانجالی بود که جایزهٔ نوبل ادبیات در ۱۹۱۳ به تاگور اهدا شد.
شمار زیادی از این اشعار سرودهایی است که تاگور آهنگ آن را نیز ساخته‌است. درون‌مایه این اشعار نشان می‌دهد که تاگور تحت تأثیر فلسفهٔ اوپانیشادها قرار داشت.
در متن اصلی گیتانجالی، شکل‌بندی‌ها و اوزان عروضی بسیار متنوع است، اما شعرها همه قافیه‌دار است. ملایمت و آهنگینی از ویژگی‌های این اشعار است.

## نوبل
تاگور در ۱۹۱۲ برای باری دیگر به انگلستان سفر کرد و در آنجا با ییتز شاعر ایرلندی آشنا شد و بخش‌هایی از گیتانجالی را به شعر انگلیسی برگرداند و برای ییتز خواند. ییتز آن را نشر داد و چنین بود که به یکباره تاگور معروفیت جهانی یافت.
رئیس کمیته نوبل نمی‌دانست چه مقدار از گیتانجالی را خود تاگور نوشته و چه مقدار را از شعرای کلاسیک هندی تقلید کرده‌است. اما آرمان‌گرایی موجود در گیتانجالی عامل مهمی در انتخاب تاگور به شمار می‌رفت زیرا در وصیت‌نامه آلفرد نوبل قید شده بود که افرادی که انتخاب می‌شوند باید «گرایش‌های آرمان‌گرایانه» داشته باشند.